# Penthouse Pet

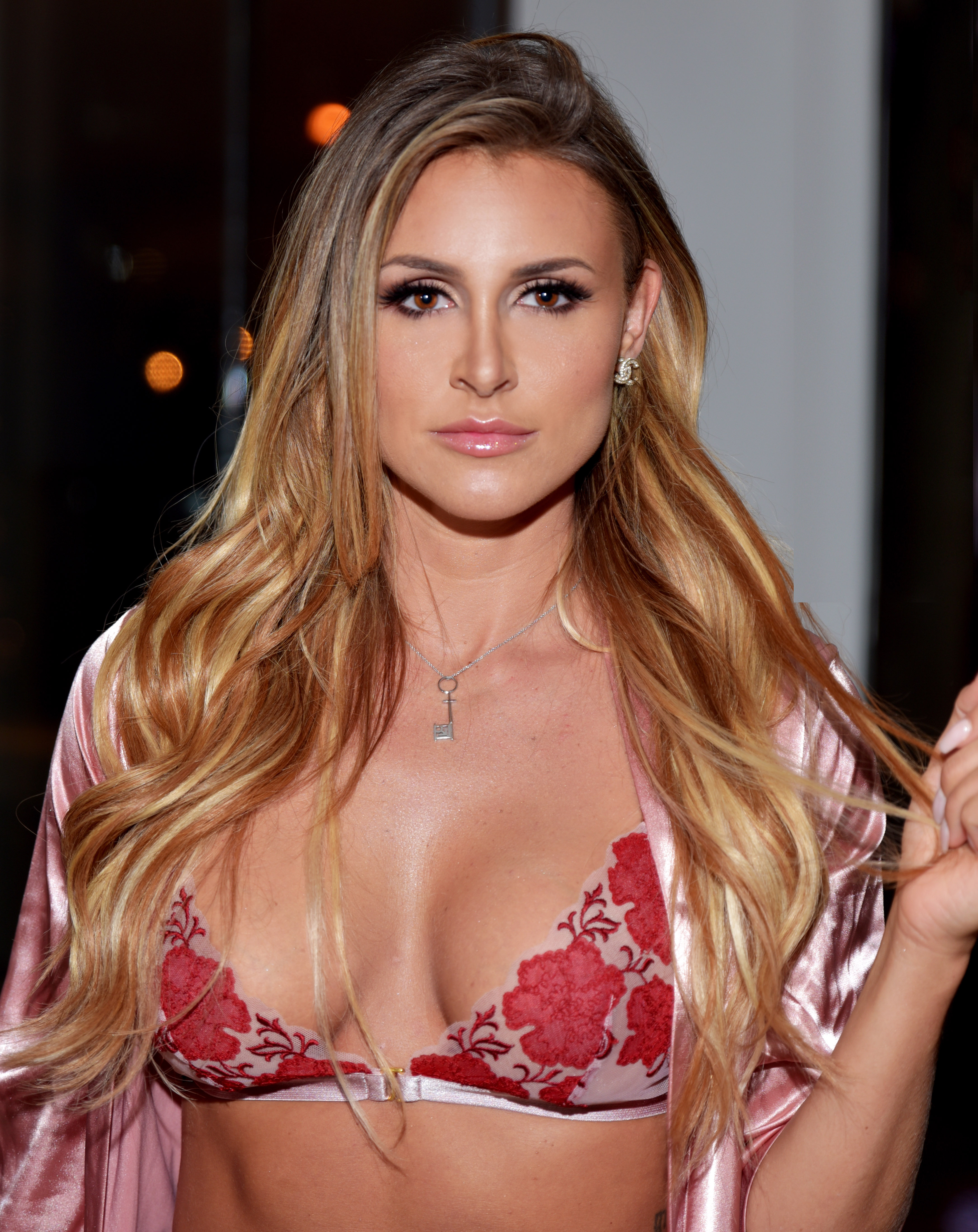
Ella Silver, Pet of the Month nel novembre 2018.

Modelle apparse sulla rivista Penthouse come Pet of the Month o Pet of the Year.
Questa lista è suscettibile di variazioni e potrebbe essere incompleta o non aggiornata.

## Pet of the Year
- 1970 – Evelyn Treacher
- 1971 – Stephanie McLean
- 1972 – Tina McDowall
- 1973 – Patricia Barrett
- 1974 – Avril Lund
- 1975 – Anneka De Lorenzo
- 1976 – Laura Bennett Doone
- 1977 – Victoria Lynn Johnson
- 1978 – Dominique Maure
- 1979 – Cheryl Rixon
- 1980 – Isabella Ardigo
- 1981 – Danielle Deneux
- 1982 – Corinne Alphen
- 1983 – Sheila Kennedy
- 1984 – Linda Kenton
- 1986 – Cody Carmack
- 1987 – Mindy Farrar
- 1988 – Patty Mullen
- 1989 – Ginger Miller
- 1990 – Stephanie Page
- 1991 – Simone Brigitte
- 1992 – Jisel
- 1993 – Julie Strain
- 1994 – Sasha Vinni
- 1995 – Gina LaMarca
- 1996 – Andi Sue Irwin
- 1997 – Elizabeth Ann Hilden
- 1998 – Paige Summers
- 1999 – Nikie St. Gilles
- 2000 – Juliet Cariaga
- 2001 – Zdeňka Podkapová
- 2002 – Megan Mason
- 2003 – Sunny Leone
- 2004 – Victoria Zdrok
- 2005 – Martina Warren
- 2006 – Jamie Lynn
- 2007 – Heather Vandeven
- 2008 – Erica Ellyson
- 2009 – Taya Parker
- 2010 – Taylor Vixen[3][4][5]
- 2011 – Nikki Benz
- 2012 – Jenna Rose
- 2013 – Nicole Aniston[6][7][8][9]
- 2014 – Lexi Belle[6]
- 2015 – Layla Sin
- 2016 – Kenna James
- 2017[10] – Jenna Sativa[11]
- 2018[12] – Gina Valentina[13]
- 2019 – Gianna Dior[14]
- 2020 – Lacy Lennon
- 2021 – Kenzie Anne

## Pet of the Month

### Anni 1960
1969
- Settembre - Evelyn Treacher
- Ottobre - Kelly McQueen
- Novembre - Ulla Lindstrom
- Dicembre - Janet Pearce

### Anni 1970
1970
- Gennaio – Katherine Mannering
- Febbraio – Tamara Santerra
- Marzo – Ilse Hasek
- Aprile – Stephanie McLean
- Maggio – Benedikte Andersen
- Giugno – Britt Lindberg
- Luglio – Polly Anne Pendleton
- Agosto – Françoise Pascal
- Settembre – Tina McDowall
- Ottobre – Heide Mann
- Novembre – Franca Petrov
- Dicembre – Jennifer Furse

1971
- Gennaio – Viva Helziger
- Febbraio – Cassandra Harrington
- Marzo – Lottie Gunthart
- Aprile – Jacquie Simmons-Jude
- Maggio – Billie Rainbird
- Giugno – Josee Troyat
- Luglio – Vida Farthing
- Agosto – Judy Jones
- Settembre – Maureen Renzen
- Ottobre – Helen Caunt
- Novembre – Lynette Asquith
- Dicembre – Lynn Partington

1972
- Gennaio – Patricia Barrett
- Febbraio – Carole Augustine
- Marzo – Billie Deane
- Aprile – Marianne Gordon
- Maggio – Sharon Bailey
- Giugno – Nevenka Dundek
- Luglio – Lesley Harrison
- Agosto – Marian Maylam
- Settembre – Isobel Garcia Orobiyi
- Ottobre – Janet Dunphy
- Novembre – Angela Adams
- Dicembre – Lynn Carey

1973
- Gennaio – Maggi Burton
- Febbraio – Karen Sather
- Marzo – Avril Lund
- Aprile – Leslie Leah Burrow
- Maggio – Sandi Greco
- Giugno – Paula Francis
- Luglio – Cindy McDee
- Agosto – Lane Jackson Coyle
- Settembre – Anneka De Lorenzo
- Ottobre – Francis Canon
- Novembre – Debbie Griffin
- Dicembre – Sandy Robertson

1974
- Gennaio – Claudia Arena
- Febbraio – Beatrice Vogler
- Marzo – Marie Ekorre
- Aprile – Nancy Sebastian
- Maggio – Brande Howard
- Giugno – Alicia Justin
- Luglio – Barbie Lewis
- Agosto – Stacey Cameron
- Settembre – Janice Kane
- Ottobre – Laura Bennett Doone
- Novembre – Sharon Longworth
- Dicembre – Cathy Green

1975
- Gennaio – Juliet Morris
- Febbraio – Lona Simpson
- Marzo – Susan Ryder
- Aprile – Signe Berger
- Maggio – Ava Gallay
- Giugno – Wendy Blodgett
- Luglio – Jane Hargrave
- Agosto – Marguerite Cordier
- Settembre – Michelle Stevens
- Ottobre – Anne Peters
- Novembre – Bonnie Dee Wilson
- Dicembre – Susan Waide

1976
- Gennaio – Laure Favie
- Febbraio – Martine Le Mauviel
- Marzo – Joann Witty
- Aprile – Sandy Bernadou
- Maggio – Sonny Smith
- Giugno – Anna Grimwood
- Luglio – Helen Lang
- Agosto – Victoria Lynn Johnson
- Settembre – Dawn Shaw
- Ottobre – Susanne Saxon
- Novembre – Carolyn Patsis
- Dicembre – Adrian King

1977
- Gennaio – Marilyn Connor
- Febbraio – Betsy Harris
- Marzo – Jolanta Von Zmuda
- Aprile – Shonna Lynne
- Maggio – Valerie Rae Clark
- Giugno – Dominique Maure
- Luglio – Christine Davray
- Agosto – Barbara Corser
- Settembre – Lucia St. Angelo
- Ottobre – Cynthia Gaynor
- Novembre – Debora Zullo
- Dicembre – Cheryl Rixon

1978
- Gennaio – Carrie Nelson
- Febbraio – Laura Storm
- Marzo – Carmen Pope
- Aprile – Mariwin Roberts
- Maggio – Angela Hyer
- Giugno – Corinne Alphen
- Luglio – Barbara Ann
- Agosto – Jennifer Zane
- Settembre – Kate Simmons
- Ottobre – Veronique de Valdene
- Novembre – Malia Redford
- Dicembre – Amber Ramsey

1979
- Gennaio – Dusty Jackson
- Febbraio – Pamela Rhodes
- Marzo – Shasta Lindstrom
- Aprile – Isabella Ardigo
- Maggio – Brieanna Bujold
- Giugno – Lynda Clark
- Luglio – Jaycee West
- Agosto – Diane Weber
- Settembre – Joanne Latham
- Ottobre – Tammy Hill
- Novembre – Danielle Ginibre
- Dicembre – Judi Gibbs

### Anni 1980
1980
- Gennaio – Tamara Kapitas
- Febbraio – Lindsay Ekert
- Marzo – Mary Bess Knight
- Aprile – Annie Hockersmith
- Maggio – Monika Kaelin
- Giugno – Danielle Deneux
- Luglio – Samantha Faye
- Agosto – Dianne Jamison
- Settembre – Delia Cosner
- Ottobre – Kristen Knutsen
- Novembre – Betsy Dobson
- Dicembre – Ava Monet

1981
- Gennaio – Suzee Pai
- Febbraio – Brenda Holliday
- Marzo – Delfina Ponti
- Aprile – Sherry Moran
- Maggio – Cody Carmack
- Giugno – Angela Giovanni
- Luglio – Michelle Bauer
- Agosto – Corinne Alphen
- Settembre – Cynthia Peterson
- Ottobre – Connie Lynn Hadden
- Novembre – Terry Armstrong
- Dicembre – Sheila Kennedy

1982
- Gennaio – Julia Perrein
- Febbraio – Divina Celeste
- Marzo – Sharon Axley
- Aprile – Muriel Rousseau
- Maggio – Ute Hochmeister
- Giugno – Jane Felber
- Luglio – Lari Jones
- Agosto – Donna Barnes
- Settembre – Lee Ann Lee
- Ottobre – Laurie L'Oranger
- Novembre – Nicole Monrowe
- Dicembre – Monique Gabrielle

1983
- Gennaio – Carmen Pope
- Febbraio – Loretta Ybarra
- Marzo – Greta Anderson
- Aprile – Veronique Jolie
- Maggio – Linda Kenton
- Giugno – Janet Sharpe
- Luglio – Krista Simon
- Agosto – Shana Ross
- Settembre – Rachel Wesley
- Ottobre – Nadine Greenlaw
- Novembre – Lale Hansen
- Dicembre – Lisa Schultz

1984
- Gennaio – Cody Carmack
- Febbraio – Antonia Larsen
- Marzo – Paula Ann Wood
- Aprile – Marcia Ruks
- Maggio – Holly-O
- Giugno – Christianna
- Luglio – Stacy Cole
- Agosto – Debbie Tays
- Settembre – Traci Lords
- Ottobre – Marie Ehlman
- Novembre – Mindy Farrar
- Dicembre – Angela Marie Mineo

1985
- Gennaio – Rebecca Hill
- Febbraio – Brittany Dane
- Marzo – Carolyn Bosanko
- Aprile – Andi Leigh
- Maggio – Fasha
- Giugno – Melissa Wolf
- Luglio – Phyliss Partin
- Agosto – Angela Nicholas
- Settembre – Christine Dupre
- Ottobre – Jennifer James
- Novembre – Carina Ragnarsson
- Dicembre – Lori Baker

1986
- Gennaio – Sarah Remington-Graves
- Febbraio – Susan Napoli
- Marzo – Michelle Walker
- Aprile – Dominique St. Croix
- Maggio – Dallas Roddy
- Giugno – Susan Gabrielson
- Luglio – Krista Pflanzer
- Agosto – Patty Mullen
- Settembre – Ginger Miller
- Ottobre – Janna Adams
- Novembre – Beth Snyder
- Dicembre – Jill Shawntai

1987
- Gennaio – Margo Chapman
- Febbraio – Linda Johnson
- Marzo – Brittany Morgan
- Aprile – Jenna Persaud
- Maggio – Melissa Leigh
- Giugno – Connie Gauthier
- Luglio – Lisa Mandoki
- Agosto – Andi Bruce
- Settembre – Stephanie Page
- Ottobre – Terri Lenee Peake
- Novembre – Lisa Bradford
- Dicembre – Janine Lindemulder

1988
- Gennaio – Stephanie Adams
- Febbraio – Joanne Szmereta
- Marzo – Jacqui De La Cruz
- Aprile – Delia Sheppard
- Maggio – Kelley Wild
- Giugno – Lisa Davies
- Luglio – Micky Honsa
- Agosto – Lisa Aiton
- Settembre – Twyla Martak
- Ottobre – Tami Hogen
- Novembre – Deborah Laufer
- Dicembre – Kimberly Taylor

1989
- Gennaio – Aneliese Nesbitt
- Febbraio – Lola Anders
- Marzo – Sunny Woods
- Aprile – Simone Brigitte
- Maggio – Venesuela
- Giugno – Katja Zajcek
- Luglio – Suzy
- Agosto – Sara Norton
- Settembre – Lynn Johnson
- Ottobre – Diana Van Gils
- Novembre – Mikki Brenner
- Dicembre – Kirsten Stewart

### Anni 1990
1990
- Gennaio – Stacey Lynn
- Febbraio – Justine Delahunty
- Marzo – Brandy O
- Aprile – Jaqueline Winfield
- Maggio – Jisel
- Giugno – Amy Lynn Baxter
- Luglio – Marie Duarte
- Agosto – Johnie Cheney
- Settembre – Linda Johansen
- Ottobre – Kelly Jackson
- Novembre – Barbie Ashton
- Dicembre – Diana Van Laar

1991
- Gennaio – Mahalia Maria
- Febbraio – Tara Jackson
- Marzo – Sandi Korn
- Aprile – Theresa Presley
- Maggio – Ronnie Dawn
- Giugno – Julie Strain
- Luglio – Teneil
- Agosto – Ryan Matthews
- Settembre – Sasha Vinni
- Ottobre – Pamela Peters
- Novembre – Shannon Williams
- Dicembre – Jean Carew

1992
- Gennaio – Stevie Jean
- Febbraio – Leslie Glass
- Marzo – Jami Dion
- Aprile – Robin Brown
- Maggio – Jasmine
- Giugno – Tracy Wolf
- Luglio – Nicole Simmons
- Agosto – Tammy Chapman
- Settembre – Seana Ryan
- Ottobre – Chanel
- Novembre – Alexis Christian
- Dicembre – Anja Josefsen

1993
- Gennaio – Natalie Lennox
- Febbraio – Julie K. Smith
- Marzo – Natalie Smith
- Aprile – Sharon Fitzpatrick
- Maggio – Gina LaMarca
- Giugno – Samantha Phillips
- Luglio – Michelle Tanner
- Agosto – Kailina
- Settembre – Andi Sue Irwin
- Ottobre – Stacy Moran
- Novembre – Melissa McGlathery
- Dicembre – Levena Holmes

1994
- Gennaio – Bonita Saint
- Febbraio – Tiffany Burlingame
- Marzo – Mignon May Champ
- Aprile – Andrea Mountjoy
- Maggio – Sonja McDaniel
- Giugno – Taylor Wayne
- Luglio – Dakotah Summers
- Agosto – Alex Taylor
- Settembre – Leigh Anderson
- Ottobre – Heidi Lynne
- Novembre – Veronica Gillespie
- Dicembre – Brandi Lee Braxton

1995
- Gennaio – Lydia Schone
- Febbraio – Emma Nixon
- Marzo – Lynn Turner
- Aprile – Briana Nickles
- Maggio – Darina Vanickova
- Giugno – Elizabeth Ann Hilden
- Luglio – Dyanna Lauren
- Agosto – Lexie Leblanc
- Settembre – Ashley Williams
- Ottobre – Shandra Leigh
- Novembre – Cher
- Dicembre – Nikki Tyler

1996
- Gennaio – Emerald Heart
- Febbraio – Sabrina West
- Marzo – Diane Thomas
- Aprile – Kia Delao
- Maggio – Lexus Locklear
- Giugno – Julia Garvey
- Luglio – Celeste Jean
- Agosto – Paige Summers
- Settembre – Tania Russof
- Ottobre – Lisa Gayle
- Novembre – Samantha Michaels
- Dicembre – Heather St. James

1997
- Gennaio – Rachelle Arnott
- Febbraio – Monique Nobrega
- Marzo – Nikie St. Gilles
- Aprile – Heather Kelly
- Maggio – Andrea Kurtz
- Giugno – Dayna Ann
- Luglio – Elena Gilbert
- Agosto – Roxy Le Roux
- Settembre – Rocki Roads
- Ottobre – Mason Marconi
- Novembre – Alexus Winston
- Dicembre – Juliet Cariaga

1998
- Gennaio – Eva Major
- Febbraio – Nanna Gibson
- Marzo – Anita Rinaldi
- Aprile – Chloe Jones
- Maggio – Pamela Petrokova
- Giugno – Kelly Havel
- Luglio – Nikita
- Agosto – Aimee Sweet
- Settembre – Tamara
- Ottobre – Silvia Saint
- Novembre – Melissa Ann
- Dicembre – Vicca

1999
- Gennaio – Samantha Stewart
- Febbraio – Cat Daniels
- Marzo – Leah Maree Willis
- Aprile – Zdenka Podkapová
- Maggio – Miel Angel
- Giugno – Angelica Costello
- Luglio – Melissa Ludwig
- Agosto – Claudia Loveno
- Settembre – Alexa Lauren
- Ottobre – Devinn Lane
- Novembre – K.C. Tyler
- Dicembre – Jacqueline Marie Phillips

### Anni 2000

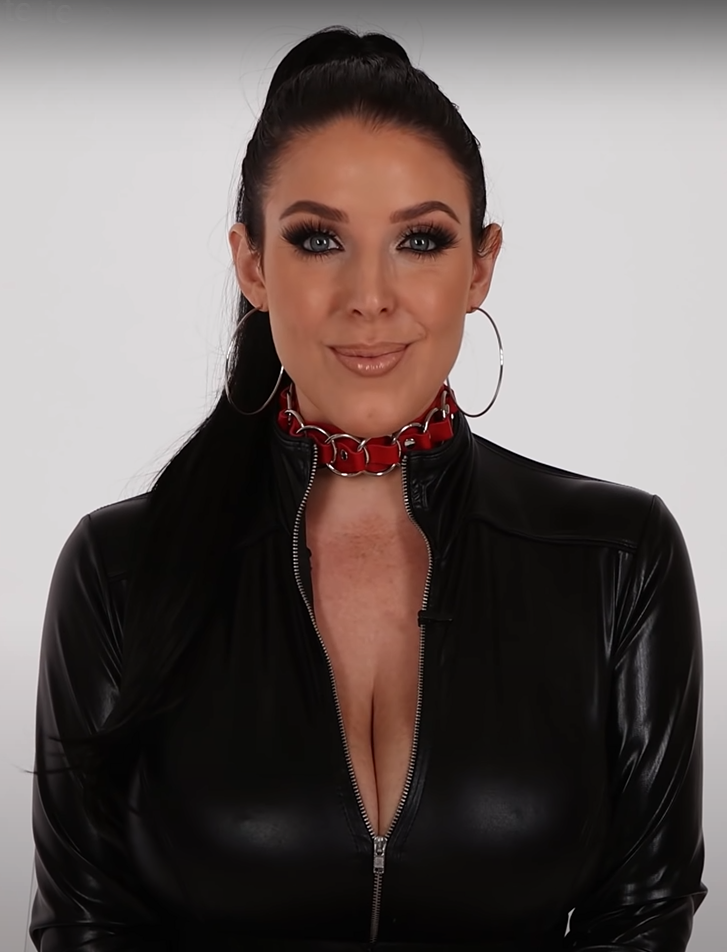
Angela White nel 2019

2000
- Gennaio – Nicole Marciano
- Febbraio – Tera Patrick
- Marzo – Kyla Cole
- Aprile – Cristi Taylor
- Maggio – Nikki Andersson
- Giugno – Tracie Carmichael
- Luglio – Megan Mason
- Agosto – Orchidea Keresztes
- Settembre – Aria Giovanni
- Ottobre – Linn Thomas
- Novembre – Mercedes Lynn
- Dicembre – Suzette Spencer

2001
- Gennaio – Devon
- Febbraio – Judith Devine
- Marzo – Sunny Leone
- Aprile – Tyler Reed
- Maggio – Kelle Marie
- Giugno – Briana Banks
- Luglio – Alex Arden
- Agosto – Ava Vincent
- Settembre – Stephanie Wood
- Ottobre – Teanna Kai
- Novembre – Melissa Starr
- Dicembre – Cheyenne Silver

2002
- Gennaio – Karri Jacobs
- Febbraio – Kyli Ryan
- Marzo – Courtney Taylor
- Aprile – Hannah Harper
- Maggio – Clara Morgane
- Giugno – Victoria Zdrok
- Luglio – Nadia Vasi
- Agosto – Jordan West
- Settembre – Jassie Lewis
- Ottobre – Monique Hajkova
- Novembre – Natalia Cruze
- Dicembre – Kira Kener

2003
- Gennaio – Martina Warren
- Febbraio – Dominique Dane
- Marzo – Lilly Ann
- Aprile – Jana Cova
- Maggio – Victoria Bonne
- Giugno – Lanny Barby
- Luglio – Silver Moon
- Agosto – Sandra Shine
- Settembre – Chantelle Fontain
- Novembre – Anais Alexander
- Dicembre – Anetta Keys

2004
- Gennaio – Jenna Jameson
- Marzo – Kimber Lee
- Aprile – Jesse Capelli
- Maggio – Brigitta Bulgari[15]
- Giugno – Tylar Jacobs
- Luglio – Svetla Lubova
- Agosto – Montana Bay
- Settembre – Ginger Jolie
- Ottobre – Prinzzess
- Novembre – Peach
- Dicembre – Ashley Roberts

2005
- Gennaio – Jamie Lynn
- Febbraio – Avery Adams
- Marzo – Crystal Klein
- Aprile – Brooke Belle
- Maggio – Lucie Theodorová
- Giugno – Valentina Vaughn
- Luglio – Celeste Star
- Agosto – Paris Dahl
- Settembre – Gina Austin
- Ottobre – Melissa Jacobs
- Novembre – Renee Diaz
- Dicembre – Bella Starr

2006
- Gennaio – Heather Vandeven
- Febbraio – Charlie Laine
- Marzo – Jennifer Emerson
- Aprile – Krista Ayne
- Maggio – Nevaeh
- Giugno – Shay Laren
- Luglio – Alexandria Karlsen
- Agosto – Olivia Kent
- Settembre – Michelle Ramos
- Ottobre – Kimberley Rogers
- Novembre – Brea Lynn
- Dicembre – Hannah Hilton[16][17][18][19]

2007
- Gennaio – Erica Ellyson
- Febbraio – Stormy Daniels
- Marzo – Betcee May
- Aprile – Erica Campbell
- Maggio – Andie Valentino
- Giugno – Kimberly Williams
- Luglio – Sasha Grey
- Agosto – Jana Jordan
- Settembre – Justine Joli
- Ottobre – Lux Kassidy
- Novembre – Jaime Hammer
- Dicembre – Adrienne Manning

2008
- Gennaio – Taya Parker
- Febbraio – Cali Taylor
- Marzo – Bree Olson
- Aprile – Alektra Blue
- Maggio – Alexis Love
- Giugno – Daisy Marie
- Luglio – Shawna Lenee
- Agosto – Jessica Jaymes
- Settembre – Kayden Kross
- Ottobre – Justene Jaro
- Novembre – Audrey Bitoni
- Dicembre – Tori Black

2009
- Gennaio – Teagan Presley
- Febbraio – Lexi Blade
- Marzo – Rebeca Linares
- Aprile – Veronica Ricci
- Maggio – Lexxi Tyler
- Giugno – Kagney Linn Karter
- Luglio – Tenaya
- Agosto – Tenaya
- Settembre – Taylor Vixen
- Ottobre – Ryan Keely
- Novembre – Yumi Kai
- Dicembre – Jayden Cole

### Anni 2010

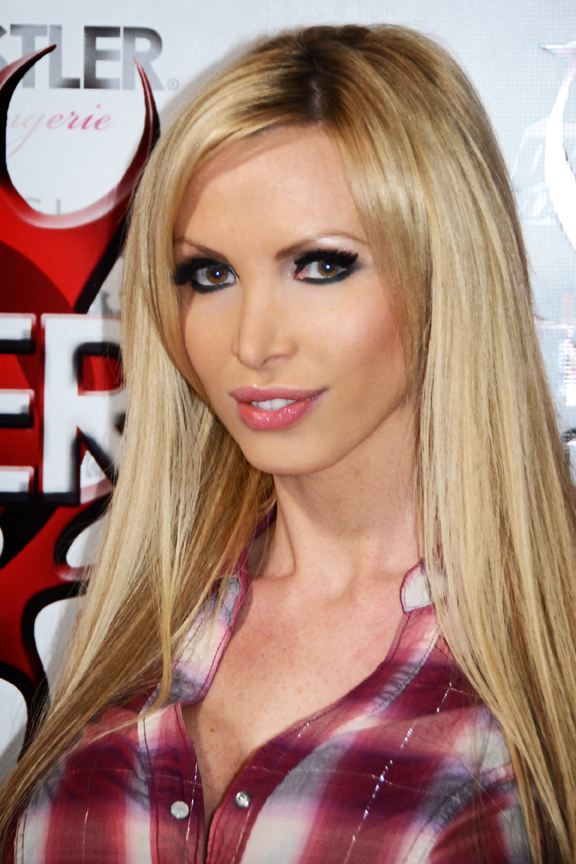
Nikki Benz nel 2012

2010
- Gennaio – Jessica Wilson
- Febbraio – Heidi Baron
- Marzo – Jelena Jensen
- Aprile – Nikki Benz
- Maggio – Roxanna
- Giugno – Eva Angelina
- Luglio – Lela Star
- Agosto – Mckenzee Miles
- Settembre – Isis Taylor
- Ottobre – Nina James
- Novembre – Phoenix Marie
- Dicembre – Sabrina Maree

2011
- Gennaio – Breanne Benson
- Febbraio – Jewels Jade
- Marzo – Ella Milano
- Aprile – Franceska James
- Maggio – Tasha Reign
- Giugno – Eden Adams
- Luglio – Kiara Diane
- Agosto – Emily Addison
- Settembre – Georgia Jones
- Ottobre – Jenna Rose
- Novembre – Malena Morgan
- Dicembre – Natasha Nice

2012
- Gennaio – Dani Daniels
- Febbraio – Brett Rossi
- Marzo – Chanel Preston
- Aprile – Gina Lynn
- Maggio – Angela Sommers
- Giugno – Alexis Ford
- Luglio – Heather Starlet
- Agosto – Nicole Aniston
- Settembre – Ainsley Addison
- Ottobre – Samantha Saint
- Novembre – Adrianna Luna
- Dicembre – Lily Love

2013
- Gennaio – Marcia Hase
- Febbraio – Laly
- Marzo – Presley Hart
- Aprile – Whitney Westgate
- Maggio – Lexi Belle
- Giugno – Hayden Hawkens
- Luglio – Natalia Starr
- Agosto – Natasha Starr
- Settembre – Capri Cavanni
- Ottobre – Kortney Kane
- Novembre – Valentina Nappi
- Dicembre – Brea Bennet

2014
- Gennaio – Allie Haze
- Febbraio – Victoria Lynn
- Marzo – Bree Daniels
- Aprile – Ryan Ryans
- Maggio – Jasmine Caro
- Giugno – Jessie Andrews
- Luglio – Skin Diamond
- Agosto – Layla Sin
- Settembre – Jessi June
- Ottobre – Aidra Fox
- Novembre – Ariana Marie
- Dicembre – Misty Stone

2015
- Gennaio – Aspen Rae
- Febbraio – Kenna James
- Marzo – Ava Dalush
- Aprile – Aleksa Slusarchi
- Maggio – Kendra Sunderland
- Giugno – Jenna Ivory
- Luglio – Tomi Taylor
- Agosto – Samantha Bentley
- Settembre – Jenna Reid
- Ottobre – Anna Lee
- Novembre – Bailey Rayne
- Dicembre – Alex Grey

2016
- Gennaio – Christiana Cinn
- Febbraio – Darcie Dolce
- Marzo – Blake Eden
- Aprile – Jenna Sativa
- Maggio – Paulini
- Giugno – Lily Ivy
- Luglio – Noelle Monique
- Agosto – Lana Rhoades
- Settembre – Misty Lovelace
- Ottobre – Mia Malkova
- Novembre – Mary Moody
- Dicembre – Blake

2017
- Gennaio – Naomi Woods
- Febbraio – Uma Jolie
- Marzo – Riley Nixon
- Aprile – Niki Skyler
- Maggio – Charlotte Stokely
- Giugno – Olive Glass
- Luglio – Manda Kay
- Agosto – Gina Valentina
- Settembre – Molly Stewart
- Ottobre – Ayumi Anime
- Novembre – Lena Anderson
- Dicembre – Eva Lovia

2018
- Gennaio – Alex De La Flor
- Febbraio – Giselle Palmer
- Marzo – Alexa Grace
- Aprile – Shyla Jennings
- Maggio – Sabina Rouge
- Giugno – Scarlett Sage
- Luglio – Leigh Raven
- Agosto – Sloan Harper
- Settembre – Gianna Dior
- Ottobre – Ivy Wolfe
- Novembre – Ella Silver
- Dicembre – Alina Lopez

2019
- Gennaio – Jisel Lynn[20]
- Febbraio – Anna Lisa Wagner[21]
- Marzo – Jay Marie
- Aprile – Autumn Falls
- Maggio – Emily Willis
- Giugno – Addie Andrews
- Luglio – Ora Young
- Agosto – Savannah Sixx
- Settembre – Nomi Swann
- Ottobre – Liv Wild
- Novembre – Lacy Lennon
- Dicembre – Anny Aurora

### Anni 2020
2020
- Gennaio – Bunny Colby
- Febbraio – Gabbie Carter
- Marzo – Meaghan Stanfill
- Aprile – Violet Summers
- Maggio – Emma Hix
- Giugno – Jazmin Luv
- Luglio – Nicole Vaunt
- Agosto – Quinn Wilde
- Settembre – Kenzie Mac
- Ottobre – Suttin
- Novembre –Kenzie Anne
- Dicembre – Blake Blossom

2021
- Gennaio – Vanna Bardot
- Febbraio – LaSirena69[22]
- Marzo – Lacey London
- Aprile – Riley Anne
- Maggio – Tru Kait
- Giugno – Harli Lotts
- Luglio – Sky Wonderland
- Agosto – Cherie Noel
- Settembre – Carolina White
- Ottobre – Angela White[23]
- Novembre – Hanna Carter
- Dicembre – Amber Marie

2022
- Gennaio – Siew Pui Yi
- Febbraio – Tahlia Paris
- Marzo – Stormi Maya
- Aprile – Lauren Ann Smith
- Maggio – Trippie Bri
- Giugno – Alex Kay
- Luglio– Destiny Rose
- Agosto – Asleigh Skies
- Settembre – Kaylee Killion
- Ottobre– Linsey Donovan
- Novembre – Veronica Perasso
- Dicembre – Amber Rose

2023
- Gennaio – Renee Olstead
- Febbraio – Mia Huffman
- Marzo – Bryona Ashly
- Aprile – Livv Fitt
- Maggio – Lexi Chey
- Giugno – Alice Irving
- Luglio– Mia Ventura
- Agosto – Nicolle Snow
- Settembre – Alyssa Posey
- Ottobre– Roxy Shaw
- Novembre – Aubrey Lovelace
- Dicembre – Sophi Summers

2024
- Gennaio – Corrie Yee
- Febbraio – Angel Dreaming
- Marzo – Kassie Wallis
- Aprile – Elly Clutch
- Maggio – Caryn Beaumont
- Giugno – Adrianna Eves
- Luglio – Autumn Ren
- Agosto – Grace Elizabeth
- Settembre – Keira Jackson
- Ottobre – Alli Cat
- Novembre – Krystal Harper
- Dicembre – Gracewearslace

2025
- Gennaio – Brooke Tilli[24]
- Febbraio – Zoey Luna[25]
- Marzo – Izzy Green[26]
- Aprile – Lennon Elizabeth[27]
- Maggio – Bella Vaunt[28]